# Пужни пар
Пужни пар је хиперболоидни зупчасти пар чије се осе укрштају најчешће под углом од 90°. Код пужних парова мали зупчаник назива се пуж, и има облик сличан навојном вретену. Велики зупчаник назива се пужни зупчаник и има облик прилагођен облику пужа. Положај пужа и пужног зупчаника је симетричан у односу на заједничку нормалу оса обртања, и у току спрезања бокови њихових зубаца имају линијско додиривање. Према облику пужа, пужни парови могу бити цилиндрични или глобоидни.
Пужни погон или „бескрајни шраф“ измислили су Архит из Терентума, Аполоније из Перге или Архимед, а последњи је највероватнији аутор. Пужни погон се касније појавио на Индијском потконтиненту, за употребу у ваљцима за пречишћавање памука, током Делхијског султаната у тринаестом или четрнаестом веку.

## Објашњење
Мењач дизајниран коришћењем пужа и пужног точка је знатно мањи од оног направљеног од обичних цилиндричних зупчаника, а његове погонске осе су једна према другој под углом од 90°. Код пужа са једним стартом, за сваки окрет пужа за 360°, пужни точак напредује само за један зуб. Стога, без обзира на величину пужа (уз разумна инжењерска ограничења), однос преноса је „величина пужног точка - до - 1“. За пуж са једним стартом, пужни точак са 20 зубаца смањује брзину у односу 20:1. Код цилиндричних зупчаника, зупчаник од 12 зуба мора да се поклапа са зупчаником од 240 зуба да би се постигао исти однос 20:1. Према томе, ако је дијаметрални корак (ДП) сваког зупчаника исти, онда је, у смислу физичке величине зупчаника са 240 зубаца и зупчаника са 20 зубаца, распоред пужа знатно мањи по запремини.

## Типови
Постоје три различите врсте зупчаника који се могу користити у пужном погону.
Први су погони безгрлних пужева. Они немају грло, или жлеб, машински обрађен око обима, ни пужни точак. Други су пужни погони са једним грлом, у којима је пужни точак са грлом. Коначни тип су двоструки пужни погони, који имају оба зупчаника са грлом. Овај тип зупчаника може да подржи највеће оптерећење.
Обимни пуж (пешчани сат) има један или више зуба и повећава се у пречнику од свог средњег дела према оба краја.‍:3
Пужни зупчаник са двоструким омотачем се састоји од окружујућих пужева који су упарени са пужним точковима. Такође је познат као глобоидни пужни зупчаник.‍:4

## Правац преноса
За разлику од обичних зупчаника, правац преноса (улазна осовина наспрам излазног вратила) није реверзибилан када се користе велики редукциони односи. Ово је због већег трења између пужа и пужног точка, а посебно је распрострањено када се користи пуж са једним стартом (једнoспирални). Ово може бити предност када се жели елиминисати било каква могућност да излаз покреће улаз. Ако се користи пуж са више покретача (више спирала), онда се однос сходно томе смањује, а ефекат кочења пужа и пужног точка ће можда морати да се смањи, јер точак може бити у стању да покреће пуж.
Конфигурације пужног погона у којима точак не може да покреће пуж називају се самоблокирајућим. Да ли је пужни погон самозакључујући зависи од предњег угла, угла притиска и коефицијента трења.

## Примене
У аутомобилима раног 20. века пре увођења серво управљача, ефекат бушења гуме или издувавања једног од предњих точкова је имао тенденцију да повуче управљачки механизам у страну са пробушеном гумом. Употреба пужног погона смањила је овај ефекат. Даљи развој пужног погона довео је до рециркулационих кугличних лежајева како би се смањиле силе трења, које су преносиле одређену силу управљача на точак. Ово помаже у контроли возила и смањује хабање које може изазвати потешкоће у прецизном управљању.
Пужни погони су компактно средство за значајно смањење брзине и повећање обртног момента. Мали електрични мотори су углавном брзи и малог обртног момента; додатак пужног погона повећава опсег апликација за које могу бити погодни, посебно када се узме у обзир компактност пужног погона.
Пужни погони се користе у пресама, ваљаоницама, транспортном машинству, машинама рударске индустрије, на кормилима и кружним тестерама. Поред тога, главе за глодање и ротациони столови се постављају помоћу високо прецизних дуплексних пужних погона са подесивим зазором. Пужни погони се користе у многим апликацијама за лифтове/ескалаторе и покретне степенице, због своје компактне величине и нереверзибилности.
У ери једрењака, увођење пужног погона за контролу кормила било је значајан напредак. Пре његовог увођења, погон бубња за ужад је контролисао кормило. Узбуркано море могло је применити значајну силу на кормило, често захтевајући неколико људи да управљају пловилом - неки погони су имали два точка великог пречника тако да су кормилом могла управљати до четири члана посаде.
Пужни погони су коришћени у неколико финалних погона на задњој осовини аутомобила (иако не и самом диференцијалу). Они су користили локацију црва на самом врху или на самом дну круне диференцијала. Током 1910-их, били су уобичајени на камионима; да би се добио највећи размак на блатњавим путевима, пуж је постављан на врх. Током 1920-их, фирма Stutz их је користила на својим аутомобилима; да би имали нижи под од својих конкурената, пуж се налазио на дну. Пример око 1960. године био је Пежо 404. Пужни погон штити возило од враћања уназад. Ова способност је у великој мери изгубила на значају, због већих односа смањења него што је потребно.
Новији изузетак од овога је Торсен диференцијал, који користи пужне точкове и планетарне пужеве, уместо конусног зупчаника конвенционалних отворених диференцијала. Торсен диференцијали су најистакнутији у Хамви и неким комерцијалним Хамер возилима, и као средишњи диференцијал у неким системима погона на сва четири точка, као што је Аудијев кватро. Веома тешки камиони, попут оних који се користе за превоз агрегата, често користе диференцијал са пужним погоном ради снаге. Пужни погон није једнако ефикасан као хајпоидни зупчаник, и такви камиони увек имају веома велико кућиште диференцијала, са одговарајућом великом количином уља за мењаче, да апсорбују и одводе топлоту која се ствара.
Пужни погони се користе као механизам за подешавање многих музичких инструмената, укључујући гитаре, контрабасе, мандолине, бузукије и многе бенџе (иако већина врхунских бенџа користи планетарне зупчанике или фрикционе клинове). Уређај за подешавање пужног погона назива се глава машине.
Пластични пужни погони се често користе на малим електромоторима на батерије, да би се обезбедио излаз са нижом угаоном брзином (мање обртаја у минути) од оне код мотора, који најбоље ради при прилично великој брзини. Овај систем мотор-пуж погона се често користи у играчкама и другим малим електричним уређајима.

## Производња
Пужни точкови се прво изрезују да би се оформили зуби, а затим се урезују до коначних димензија.